# Przybor
Przybor – staropolskie imię męskie, złożone z członów Przy- ("obok, przy" lub inne znaczenie) i -bor ("walczyć, zmagać się").
Zobacz też:
- Příbor
- Przyborów
- Przyborowice